# Échenans-sous-Mont-Vaudois
Échenans-sous-Mont-Vaudois település Franciaországban, Haute-Saône megyében. Lakosainak száma 578 fő (2022. január 1.). Échenans-sous-Mont-Vaudois Mandrevillars, Buc, Urcerey, Banvillars, Brevilliers, Héricourt, Luze és Chagey községekkel határos.

## Népesség
A település népességének változása:
| Lakosok száma | 494  | 499  | 528  | 522  | 539  | 555  | 564  | 566  | 578  |
|               | 2013 | 2015 | 2016 | 2017 | 2018 | 2019 | 2020 | 2021 | 2022 |